# Optik Mixtape Volume 1
Optik Mixtape Volume 1 fu il primo mixtape dell'etichetta tedesca Optik Records/Subword/BMG, pubblicato il 26 agosto del 2002. Delle 17 tracce presenti 11 sono nuove mentre 6 sono remix di brani usciti in precedenza.

## Tracce[2]
| #   | Titolo                                                    | Durata      |
| --- | --------------------------------------------------------- | ----------- |
| 1.  | Intro - (Optik Army)                                      | 2:04        |
| 2.  | Komm her - (Eko Fresh)                                    | 2:57        |
| 3.  | Lass Rap Wenn... (Rmx) (Eko Fresh feat. La - Krizz)       | 1:24        |
| 4.  | Ändern das Game (Eko Fresh & Kool Savas feat. Separate)   | 2:30        |
| 5.  | 1st Release - (Separate)                                  | 3:43        |
| 6.  | Drück Auf Play (Rmx) - (Beatfabrik)                       | 3:54        |
| 7.  | Ein Rhyme (Eko Fresh feat. Kool Savas)                    | 2:33        |
| 8.  | X und quer (Eko Fresh, Kool Savas & SD feat. Sentence)    | 4:28        |
| 9.  | Rhyme (Skit) - (SD)                                       | 1:17        |
| 10. | Musik ist mein Leben - (Valezka)                          | 2:18        |
| 11. | Haus & Boot (Kool Savas feat. Valezka)                    | 3:08        |
| 12. | Hater - (J-Luv)                                           | 2:38        |
| 13. | Spinne (Rmx) - (Illmat!c)                                 | 0:48        |
| 14. | Mach dein Ding - (Valezka feat. PBC)                      | 5:04        |
| 15. | Hooo Remix - (Kool Savas & Eko Fresh)                     | 3:11        |
| 16. | D.U.T. (Optik Remix) (J-Luv feat. Kool Savas & Eko Fresh) | 3:01        |
| 17. | Mp Stylez - (Melbeatz e PBC)                              | 11:12       |
| 18. | Exedrin - (Kool Savas)                                    | Bonus Track |
| 19. | Track gegen Peter - (Kool Savas)                          | Bonus Track |